# Fome Chalisa
A Fome Chalisa de 1783-1784 no Sul da Ásia seguiu eventos não usuais de El Niño que iniciaram em 1780, causando secas pela região. Chalisa (literalmente, "dos quarentas" em Hindustani) refere-se ao ano de 1840 (1783) no calendário Bikram Samwat. A fome afetou muitas partes do norte Indiano, especialmente os territórios Deli, atual Uttar Pradesh, leste de Punjab, Rajputana e Caxemira, então todos controlados por diferentes governantes. A Chalisa foi precedida por uma fome no ano anterior, em 1782-1783, no sul da Índia, incluindo a cidade de Madrasta e áreas adjacentes (sob controle da Companhia Britânica das Índias Orientais) e se estendeu até o Reino de Mysore.
Juntas, as duas fomes possivelmente depopularam muitas regiões da Índia, incluindo, por exemplo, 17% das vilas na região de Sirkali, atual Tamil Nadu, 60% das vilas em Doab meridional do atual Uttar Pradesh, e mais de 30% das vilas nas regiões em torno de Deli. Aproximadamente 11 milhões de pessoas possivelmente morreram nas duas fomes.

## Leitura complementar
- Bayly, C. A.(2002),«Rulers, Townsmen, and Bazaars: North Indian Society in the Age of British Expansion 1770–1870» (em inglês) , Delhi: Oxford University Press.  Pp. 530, ISBN 0195663454
- Grove, Richard H.(2007),"«The Great El Nino of 1789–93 and its Global Consequences: Reconstructing an Extreme Climate Event in World Environmental History» (em inglês)",The Medieval History Journal10 (1&2):  75-98, <http://dx.doi.org/10.1177/097194580701000203>
- Imperial Gazetteer of India vol. III(1907),«The Indian Empire, Economic (Chapter X: Famine, pp. 475–502» (em inglês) , Published under the authority of His Majesty's Secretary of State for India in  Council, Oxford at the Clarendon Press.  Pp. xxx, 1 map, 552.
- Stokes, Eric(1975),"«Agrarian Society and the Pax Britannica in Northern India in the Early Nineteenth Century» (em inglês)",Modern Asian Studies9 (4):  505-528, <http://www.jstor.org/stable/312079?origin=JSTOR-pdf>
- Arnold, David&R. I. Moore(1991),«Famine: Social Crisis and Historical Change (New Perspectives on the Past)» (em inglês) , Wiley-Blackwell.  Pp. 164, ISBN 0631151192
- Dutt, Romesh Chunder(1900 (reprinted 2005)),«Open Letters to Lord Curzon on Famines and Land Assessments in India» (em inglês) , London: Kegan Paul, Trench, Trubner & Co. Ltd (reprinted by Adamant Media Corporation), ISBN 1402151152
- Dyson, Time (ed.)(1989),«India's Historical Demography: Studies in Famine, Disease and Society» (em inglês) , Riverdale MD: The Riverdale Company.  Pp. ix, 296
- Famine Commission(1880),«Report of the Indian Famine Commission, Part I» (em inglês) , Calcutta
- Ghose, Ajit Kumar(1982),"«Food Supply and Starvation: A Study of Famines with Reference to the Indian Subcontinent» (em inglês) ",Oxford Economic Papers, New Series34 (2):  368-389
- Government of India(1867),«Report of the Commissioners Appointed to Enquire into the Famine in Bengal and Orissa in 1866, Volumes I, II» (em inglês) , Calcutta